# Schloßplatz (Wiesbaden)
Schlossplatz (en català, Plaça del castell) és una plaça situada al centre de Wiesbaden, Alemanya. Pren el seu nom del castell de Wiesbaden, construït entre 1837 i 1841, que hi està situat. El Parlament de Hessen és també en aquesta plaça. La plaça va ser completament reformada el 2004.

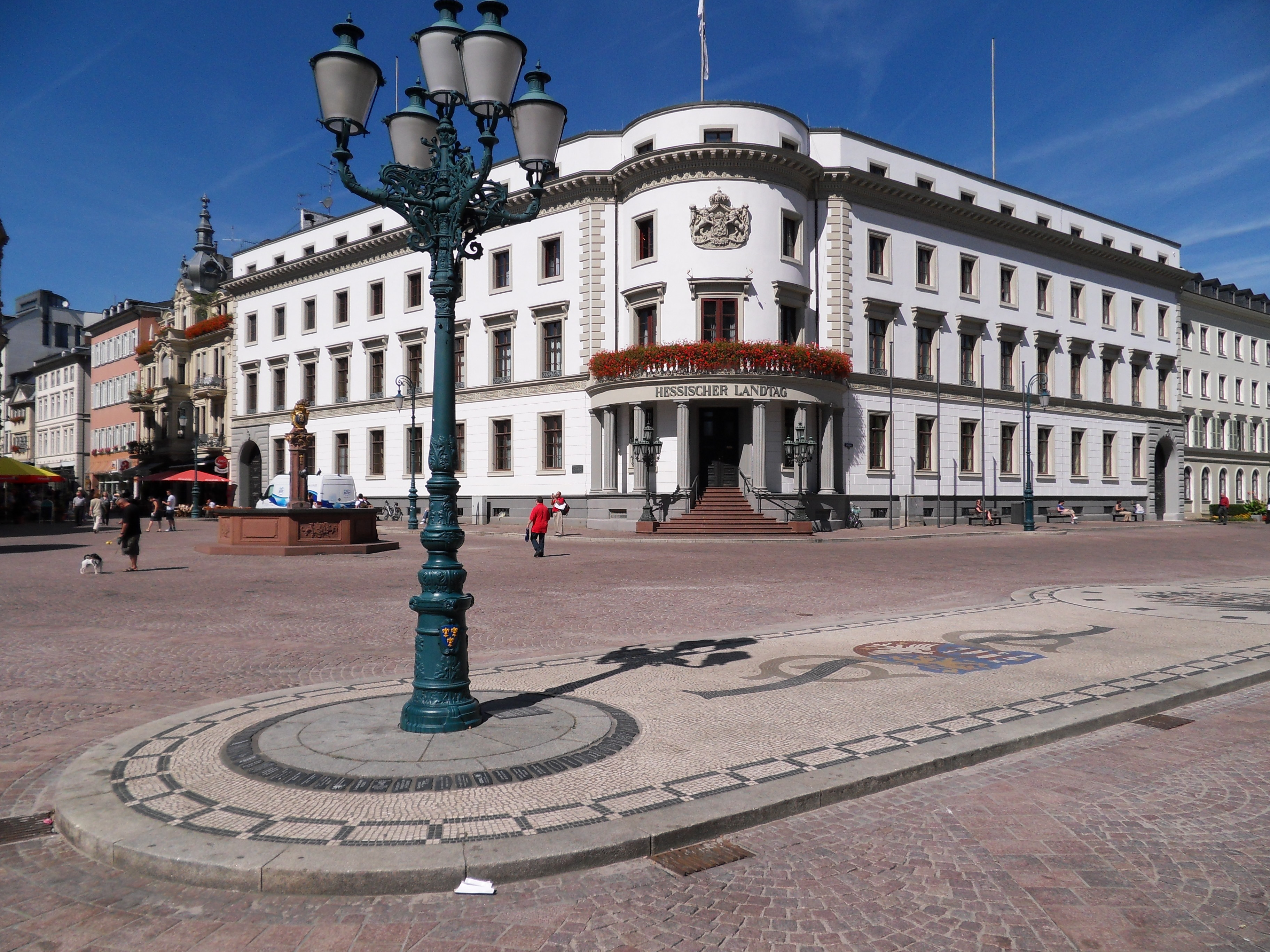
Una vista de la Schlossplatz